# Bükkszenterzsébet, Heves
Bükkszenterzsébet  este un sat în districtul Pétervására, județul Heves, Ungaria, având o populație de 1.168 de locuitori (2011). 

## Demografie
Componența etnică a satului Bükkszenterzsébet
     Maghiari (87,87%)
     Romi (11,79%)
     Români (0,35%)
Componența confesională a satului Bükkszenterzsébet
     Fără religie (4,54%)
     Reformați (2,57%)
     Necunoscută (92,89%)
     Alte religii (1,46%)
Conform recensământului din 2011, satul Bükkszenterzsébet avea 1.168 de locuitori. Din punct de vedere etnic, majoritatea locuitorilor (87,87%) erau maghiari, cu o minoritate de romi (11,79%). Nu există o religie majoritară, locuitorii fiind persoane fără religie (4,54%) și reformați (2,57%). Pentru 92,89% din locuitori nu este cunoscută apartenența confesională.